# Albonese
Albonese ist eine Gemeinde (comune) mit 545 Einwohnern (Stand 31. Dezember 2023) in der südwestlichen Lombardei, im Norden Italiens. Die Gemeinde liegt 36 Kilometer westnordwestlich von Pavia in der Lomellina und grenzt unmittelbar an die Provinz Novara (Piemont). 

## Verkehr
Durch die Gemeinde führt die Strada Statale 211 della Lomellina (heute eine Provinzstraße) von Pozzolo Formigaro nach Novara. Der Bahnhof befindet sich an der Bahnstrecke Alessandria–Novara–Arona.